# الإزالة أو الإخلاء
الإنذار أو الإخلاء, الإنجليزية:(cure or quit) 
في قانون المالك و المستأجر, في عقد الإيجار يحق للمالك إصدار إنذار بالإخلاء أو الإزالة في حال قيام المستأجر بأعمال تنهك عقد الإيجار .
من خلال الإنذار يقوم المالك بإعطاء خيار للمستأجر إما بحل المشكلة و إزالة المخالفة أو بإخلاء العقار المؤجر , وفي حال عدم أستجابة المستأجر و أستمرارة بالقيام بالمخالفة ولم ينتقل أو يخلي العقار يحق للمالك إخلائه جبراً
ويستخدم هذا المفهوم في بعض الأحيان في الأعمال التجارية لتحصيل الديون , للإشارة إلى الحسابات المستحقة  المتأخرة ,  يتم عادة إرسال إنذار (بالإخلاء و الإزالة) لصاحب الحساب لإخبارة بحالة الحساب و بأنه إن لم يزيل الإلتزام و يصوبه سوف يتم إتخاذ إجراءات ضد صاحب الحساب 
و تبعاً للإختصاص القضائي فإن هذا الإنذار مطالب به قانونياً قبل إتخاذ أي إجراءات قانونية أخرى ,على سبيل المثال (في حالة المالك و المستأجر ) للقدرة على رفع دعوى قضائية بالإخلاء.